# 徐宗本
徐宗本（1955年1月—），男，原籍安徽岳西，生于陕西柞水，中国应用数学家、信号与信息处理专家，西安交通大学教授，中国科学院院士。曾任西安交通大学副校长。现任中国科学院信息技术科学部副主任、西安交通大学西安（国际）数学与数学技术研究院院长、大数据算法与分析技术国家工程实验室主任，为国家大数据专家咨询委员会委员、国家新一代人工智能开放创新平台及战略咨询委员会委员。

## 生平
1976年毕业于西北大学数学系，获理学博士学位；同年破格晋升为副教授；1982年和1987年分别于西安交通大学获理学硕士和博士学位，1990年被再次破格晋升为教授。1990年至1994年任西安交通大学计算数学与应用数学研究所非线性分析理论与方法研究室主任。
1992年3月至1994年3月任香港中文大学信息工程系研究员（RF）。1995年2月至1995年8月任香港理工大学计算机系研究员。1996年10月至1997年3月任香港中文大学数理技术研究所研究员。1996年6月至1996年7月任中科院应用数学研究所高级访问学者。1998年1月至1998年7月、1999年10月至2000年2月任香港中文大学计算科学与工程系研究员。2000年6月至2000年9月任香港城市大学计算机系研究员。2001年9月至2001年10月任意大利那不勒斯腓特烈二世大學访问教授。2002年10月至2002年12月任英国艾塞克斯大學访问教授。
1994年起任西安交通大学信息与系统科学研究所所长、博士生导师；1997年5月至2003年7月任西安交通大学理学院院长；1998年11月起兼任西安交通大学基础科学研究中心常务副主任，2003年7月至2014年10月任西安交通大学副校长。2011年当选为中国科学院院士。

## 学术贡献
主要从事智能信息处理、机器学习、数据建模基础理论研究。提出了稀疏信息处理的{\displaystyle L_{1/2}}正则化理论，为稀疏微波成像新体制提供了重要基础。发现并证明机器学习的“徐-罗奇”定理，解决了神经网络与模拟演化计算中的一些困难问题，为非欧氏框架下机器学习与非线性分析提供了普遍的数量推演准则；提出了基于视觉认知的数据建模新原理与新方法，形成了聚类分析、判别分析、隐变量分析等系列数据挖掘核心算法，并广泛应用于科学与工程领域。

## 奖项和荣誉
曾获国家自然科学二等奖、国家科技进步二等奖、中国CSIM苏步青应用数学奖，并在2010年印度世界数学家大会上作45分钟特邀报告。